# 敵は幾万
敵は幾万（てきはいくまん）とは、日本の軍歌。作詞は山田美妙斎、作曲は小山作之助、1891年（明治24年）に発表された。
元は、1886年（明治19年）8月に刊行された詩集『新体詩選』に収録された、「戦景大和魂」という題の8章の詩であった。日清戦争直前の緊迫した情勢に刺激されての作ではないかと堀内敬三は推察している。また、1885年(明治18年)に軍歌の発祥と言える抜刀隊が発表されたばかりであり、この頃は詩人が軍歌を作っていた。歌詞の基となったのは史記の一節にある中国前漢時代の将軍李広の英雄譚である。
1891年（明治24年）7月、小山作之助の『国民唱歌集』の一つとして発表される。小山が作曲にあたり『新体詩選』より3章を抜粋した。
1892年（明治25年）頃に清国艦隊の長崎事件以来の横浜港への来航に刺激され、本格的に流行したようである。1895年（明治28年）の日清戦争の戦時中・戦後には、本曲と同じ旋律である進め矢玉と共に、広く歌唱された。替え歌も同様に流行った。東京音楽学校（現・東京藝術大学）同窓生の会誌である『同声会雑誌』に掲載された、日清戦争に出征中の河野虎雄の書信によれば、敵は幾万は各兵卒に歌詞が誤って覚えられ、訂正することも難しかったことから、進め矢玉を広めたところ兵卒は喜んで歌うようになり、将校は好んで聞いたという。尚、解釈の余地があるため、引用元の原文を記載しておく。
```
『同声会雑誌 (6)』同声会〈※現代仮名遣いで記載〉、1897年、65頁。「「敵は幾万」は一種固着したる変体のものとなり之を訂正するに甚だ困難を覚えたるを以て小生は小山先生作に係る「進め矢玉」よりするの良手段なるを感しこれを授けしに果せる哉歌曲精神の素と日本男児の本色を表すには足るあるを以て各兵卒は喜んで之を歌ひ各将校も亦好んで之を楽しむに至り当今は真に壮快に之に歌ふに熟せり」
 
```

1938年（昭和13年）には富山房編集部による国文学史補説において、「調はすべて、清新味はないが、美妙斎の「戦景大和魂」は、唱歌としてあまねく歌はれた」、『復録日本大雑誌 昭和戦中篇』では1941年（昭和16年）の太平洋戦争（大東亜戦争）開戦時を振り返って、ラジオから「つぎからつぎと、いろんな軍歌を放送して、たうたう種切れになつたが、敵は幾万ありとても、などといふ古い古い軍歌まで飛び出してくる始末」と記載があり、太平洋戦争直前までは古い曲と認識されていたことがうかがえる。
太平洋戦争時のラジオでの大本営発表では、陸海軍合同の戦勝発表の際、前後で流された。放送前後などに陸軍発表では『陸軍分列行進曲（観兵式分列行進曲 / 抜刀隊 / 扶桑歌）』、海軍発表では『軍艦行進曲』、敗戦発表では『海行かば』といった楽曲が流された。また、普段のラジオ放送である国民合唱でも流されていた。ラジオ放送の影響を受けてか、太平洋戦争の初期に再び流行し、歌われるようになったようだ。
画家の安野光雅は「中国の英雄譚を歌いながら中国と戦争するとは実に奇妙である」と評している。

## 歌詞
1. 敵は幾万ありとても
すべて烏合の勢なるぞ
烏合の勢にあらずとも
味方に正しき道理あり
邪はそれ正（せい）に勝ちがたく
直は曲にぞ勝栗の
堅き心の一徹は
石に矢の立つためしあり
石に立つ矢のためしあり
などて恐るる事やある
などて猶予（たゆた）う事やある
2. 風に閃く連隊旗
記紋（しるし）は昇る朝日子よ
旗は飛びくる弾丸に
破るることこそ誉れなれ
身は日の本の兵士（つわもの）よ
旗にな愧（は）じそ進めよや
斃（たお）るるまでも進めよや
裂かるるまでも進めよや
旗にな愧じそ耻（はじ）なせそ
などて恐るる事やある
などて猶予う事やある
3. 破れて逃ぐるは国の耻
進みて死ぬるは身の誉れ
瓦（かわら）となりて残るより
玉となりつつ砕けよや
畳の上にて死ぬことは
武士の為すべき道ならず
骸を馬蹄にかけられつ
身を野晒になしてこそ
世に武士の義といわめ
などて恐るる事やある
などて猶予う事やある

## 抜粋元である戦景大和魂
1. 敵は幾万ありとても
すべて烏合の勢なるぞ
烏合の勢にあらずとも
味方に正しき道理あり
邪はそれ正（せい）に勝ちがたく
直は曲にぞ勝栗の
堅き心の一徹は
石に矢の立つためしあり
石に立つ矢のためしあり
などて恐るる事やある
などて猶予（たゆた）う事やある
2. 乱砲乱発百雷の
 音凄じく吹く風は
 血（のり）の臭気を運び来て
 鼻にかぐだに腥（なまぐさ）き
 思へば死人多からん
 敵に死人の多からば
 そは好き機（おり）よ揉潰せ
 味方に死人の多からば
 そは危かり疾（と）く救へ
 などて恐るる事やある
 などて猶予う事やある
3. 風に閃く連隊旗
 記紋（しるし）は昇る朝日子よ
 旗は飛びくる弾丸に
 破るることこそ誉れなれ
 身は日の本の兵士（つわもの）よ
 旗にな愧（は）じそ進めよや
 斃（たお）るるまでも進めよや
 裂かるるまでも進めよや
 旗にな愧じそ耻（はじ）なせそ
 などて恐るる事やある
 などて猶予う事やある
4. 雪を含める朝風に
 向って嘶く馬の声
 凍ゆる手先取緊（とりし）めて
 吹きぞ合はする喇叭の音
 是等の響聞く時は
 鈍き心もまた勇む
 さるを何ぞや武士が
 励まぬ事のあるべきぞ
 いざや敵をば破らんづ
 などて恐るる事やある
 などて猶予う事やある
5. こは敵中に囲まれぬ
 猶予（ゆよ）ゑて事を愆（あやま）つな
 ここに囲まれたる者は
 すべて一聯隊中の
 苦楽を同（とも）にせし者ぞ
 おなじ戦土の戦死（うちじに）は
 願ふても無き幸なるよ
 命を安く売りなせそ
 なるべき程は高く売れ
 などて恐るる事やある
 などて猶予う事やある
6. 星影寒く夜は更けぬ
 今宵は月も出でざれば
 夜攻（ようち）あらんも料られじ
 鞍を下すな馬々に
 秣（まぐさ）与へて夜を明かせ
 すは聞け遠砲雷一声
 すは敵寄せなん用意しね
 味方は小勢なりとても
 すべて日本男児なり
 などて恐るる事やある
 などて猶予う事やある
7. 凍月高く冴亙（さえわた）り
 平原十里風寒志（さぶし）
 砦ハ元の儘（まま）ながら
 それを守れる人もなし
 さらば敵早逃げたるよ
 味方は既に克ちたるよ
 げに戦はおもしろや
 さらば進みて巣窟を
 衝崩さんづ崩さんづ
 などて恐るる事やある
 などて猶予う事やある
8. 破れて逃ぐるは国の耻
 進みて死ぬるは身の誉れ
 瓦（かわら）となりて残るより
 玉となりつつ砕けよや
 畳の上にて死ぬことは
 武士の為すべき道ならず
 骸を馬蹄にかけられつ
 身を野晒になしてこそ
 世に武士の義といわめ
 などて恐るる事やある
 などて猶予う事やある

## 関連作品
- 同一の曲を用いた『進め矢玉』も愛唱されていた。
- 早稲田大学の応援歌に、これの替え歌として『敵塁如何に』（1905年制定）があり、初期の早慶戦でよく歌われた[19]が、現在は使用されていない。
- 曲の一部（「邪はそれ正に勝ちがたく」の部分）はかつて高校野球などで応援曲として多用されていたが、現在使用する学校は稀である。
- NHKの大河ドラマ『いだてん〜東京オリムピック噺〜』（2019年）にて、ストックホルムオリンピックに参加するために現地へと向かう日本選手団を大勢の人々が見送るという場面でこの曲が使用されていた。また、この曲は同ドラマの中でたびたび流れていた（第8話・第9話・第10話・第12話・第14話）が、最初に登場した2月24日放送分（再放送は3月2日）の第8話のタイトルも『敵は幾万』であった。
- 独立軍では「～直は曲にぞ勝栗の」までのメロディーを流用した『少年行進歌』（소년 행진가）や『決死戦歌』（결사전가）が歌われた。『少年行進歌』は独立軍歌保存会の復興運動の一環として1988年8月に韓国レコード産業協会より発売された「独立軍歌コレクション集」（독립군가모음집）にてキム・ギョンナム（김경남）の歌唱したものが収録されている[20]。一方、「決死戦歌」は金日成が所属した東北抗日聯軍でも歌われたと思われ、現在も北朝鮮の軍歌として継承されている[21]。